# Chrysina chrysargyrea
Espèce
Synonymes
- Pelidnota chrysargyrea Sallé, 1874[2]

Chrysina chrysargyrea est un insecte coléoptère de la grande super-famille des scarabées, de la famille des Scarabaeidae, de la sous-famille des Rutelinae,. 
L'espèce Chrysina chrysargyrea a été initialement décrite par Auguste Sallé en 1874 sous le protonyme de Pelidnota chrysargyrea.
Cette sous-espèce est répertoriée dans le Catalogue of Life. La famille de cette espèce contient de nombreux insectes aux reflets très métallisés (dans ce cas argenté), qui le font parfois dénommer « Scarabée-bijou » (Jewel scarabs pour les anglophones). Le spécimen en photo ci-contre provient des collections naturalistes du Musée d'histoire naturelle de Lille.
Selon une étude publiée en 2013 C'est une espèce-clé, qui semble aussi avoir une valeur bioindicatrice, c'est-à-dire pouvant être utilisée pour le biomonitoring des forêts pluvieuses de son aire naturelle de répartition.

## Description
La couleur et les reflets remarquables de ce scarabée et d'autres scarabées de la même famille sont dus aux caractéristiques microstructurales de la chitine, qui contient notamment des nanoparticules polarisant la lumière,.
L'holotype de Chrysina chrysargyrea mesure 26 mm de longueur et 13 mm de largeur.

## Habitat et aire de répartition
C'est un coléoptère forestier qui vit dans la forêt tropicale humide.

## État des populations, menaces, pressions
Cette espèce fait partie de celles qui sont considérées comme comptant parmi les plus beaux insectes du monde.

La recherche d'insectes rares ou beaux pour les collections est donc une source de pression ou de menace pour ses populations. 
Une autre menace est la déforestation, la fragmentation ou la régression des forêts tropicales pluvieuses ou d'autres formes de perte de naturalité.

## Publication originale
- Aug. Sallé, « Diagnose d'une nouvelle espèce de Pelidnota (P. chrysargyrea) », Annales de la Société entomologique de France, Paris, SEF et Taylor & Francis, vol. 4,‎ 12 août 1874, p. 362 (ISSN 0037-9271 et 2168-6351, OCLC 1765810, lire en ligne).